# Мхедрулі (шахова тема)
Тема Мхедрулі — тема в шаховій композиції в жанрі етюда. Суть теми — систематична взаємодія двох або більше коней, які загрожують вічним шахом і опосередковано виграшем фігури або темпу.

## Історія

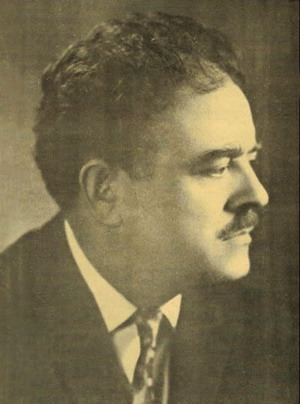
Гіа Надареішвілі

Цю ідею запропонував  у 1958 році грузинський шаховий композитор Гіа Надареішвілі (22.09.1921 - 03.10.1991).
В рішенні етюда з завданням досягти нічиєї двоє або більше коней, тобто і перетворених, внаслідок взаємодії створюють загрози вічного шаху, виграшу темпу, виграшу фігури, тощо, і як результат — нічия.
Ідея дістала назву — тема мхедрулі, в перекладі з грузинської мови означає конева тема.
|   | a | b | c | d | e | f | g | h |   |
| 8 | c8 білий кінь · h8 білий король · a6 чорний король · f5 чорний ферзь · h5 білий слон · a2 білий кінь | c8 білий кінь · h8 білий король · a6 чорний король · f5 чорний ферзь · h5 білий слон · a2 білий кінь | c8 білий кінь · h8 білий король · a6 чорний король · f5 чорний ферзь · h5 білий слон · a2 білий кінь | c8 білий кінь · h8 білий король · a6 чорний король · f5 чорний ферзь · h5 білий слон · a2 білий кінь | c8 білий кінь · h8 білий король · a6 чорний король · f5 чорний ферзь · h5 білий слон · a2 білий кінь | c8 білий кінь · h8 білий король · a6 чорний король · f5 чорний ферзь · h5 білий слон · a2 білий кінь | c8 білий кінь · h8 білий король · a6 чорний король · f5 чорний ферзь · h5 білий слон · a2 білий кінь | c8 білий кінь · h8 білий король · a6 чорний король · f5 чорний ферзь · h5 білий слон · a2 білий кінь | 8 |
| 7 | c8 білий кінь · h8 білий король · a6 чорний король · f5 чорний ферзь · h5 білий слон · a2 білий кінь | c8 білий кінь · h8 білий король · a6 чорний король · f5 чорний ферзь · h5 білий слон · a2 білий кінь | c8 білий кінь · h8 білий король · a6 чорний король · f5 чорний ферзь · h5 білий слон · a2 білий кінь | c8 білий кінь · h8 білий король · a6 чорний король · f5 чорний ферзь · h5 білий слон · a2 білий кінь | c8 білий кінь · h8 білий король · a6 чорний король · f5 чорний ферзь · h5 білий слон · a2 білий кінь | c8 білий кінь · h8 білий король · a6 чорний король · f5 чорний ферзь · h5 білий слон · a2 білий кінь | c8 білий кінь · h8 білий король · a6 чорний король · f5 чорний ферзь · h5 білий слон · a2 білий кінь | c8 білий кінь · h8 білий король · a6 чорний король · f5 чорний ферзь · h5 білий слон · a2 білий кінь | 7 |
| 6 | c8 білий кінь · h8 білий король · a6 чорний король · f5 чорний ферзь · h5 білий слон · a2 білий кінь | c8 білий кінь · h8 білий король · a6 чорний король · f5 чорний ферзь · h5 білий слон · a2 білий кінь | c8 білий кінь · h8 білий король · a6 чорний король · f5 чорний ферзь · h5 білий слон · a2 білий кінь | c8 білий кінь · h8 білий король · a6 чорний король · f5 чорний ферзь · h5 білий слон · a2 білий кінь | c8 білий кінь · h8 білий король · a6 чорний король · f5 чорний ферзь · h5 білий слон · a2 білий кінь | c8 білий кінь · h8 білий король · a6 чорний король · f5 чорний ферзь · h5 білий слон · a2 білий кінь | c8 білий кінь · h8 білий король · a6 чорний король · f5 чорний ферзь · h5 білий слон · a2 білий кінь | c8 білий кінь · h8 білий король · a6 чорний король · f5 чорний ферзь · h5 білий слон · a2 білий кінь | 6 |
| 5 | c8 білий кінь · h8 білий король · a6 чорний король · f5 чорний ферзь · h5 білий слон · a2 білий кінь | c8 білий кінь · h8 білий король · a6 чорний король · f5 чорний ферзь · h5 білий слон · a2 білий кінь | c8 білий кінь · h8 білий король · a6 чорний король · f5 чорний ферзь · h5 білий слон · a2 білий кінь | c8 білий кінь · h8 білий король · a6 чорний король · f5 чорний ферзь · h5 білий слон · a2 білий кінь | c8 білий кінь · h8 білий король · a6 чорний король · f5 чорний ферзь · h5 білий слон · a2 білий кінь | c8 білий кінь · h8 білий король · a6 чорний король · f5 чорний ферзь · h5 білий слон · a2 білий кінь | c8 білий кінь · h8 білий король · a6 чорний король · f5 чорний ферзь · h5 білий слон · a2 білий кінь | c8 білий кінь · h8 білий король · a6 чорний король · f5 чорний ферзь · h5 білий слон · a2 білий кінь | 5 |
| 4 | c8 білий кінь · h8 білий король · a6 чорний король · f5 чорний ферзь · h5 білий слон · a2 білий кінь | c8 білий кінь · h8 білий король · a6 чорний король · f5 чорний ферзь · h5 білий слон · a2 білий кінь | c8 білий кінь · h8 білий король · a6 чорний король · f5 чорний ферзь · h5 білий слон · a2 білий кінь | c8 білий кінь · h8 білий король · a6 чорний король · f5 чорний ферзь · h5 білий слон · a2 білий кінь | c8 білий кінь · h8 білий король · a6 чорний король · f5 чорний ферзь · h5 білий слон · a2 білий кінь | c8 білий кінь · h8 білий король · a6 чорний король · f5 чорний ферзь · h5 білий слон · a2 білий кінь | c8 білий кінь · h8 білий король · a6 чорний король · f5 чорний ферзь · h5 білий слон · a2 білий кінь | c8 білий кінь · h8 білий король · a6 чорний король · f5 чорний ферзь · h5 білий слон · a2 білий кінь | 4 |
| 3 | c8 білий кінь · h8 білий король · a6 чорний король · f5 чорний ферзь · h5 білий слон · a2 білий кінь | c8 білий кінь · h8 білий король · a6 чорний король · f5 чорний ферзь · h5 білий слон · a2 білий кінь | c8 білий кінь · h8 білий король · a6 чорний король · f5 чорний ферзь · h5 білий слон · a2 білий кінь | c8 білий кінь · h8 білий король · a6 чорний король · f5 чорний ферзь · h5 білий слон · a2 білий кінь | c8 білий кінь · h8 білий король · a6 чорний король · f5 чорний ферзь · h5 білий слон · a2 білий кінь | c8 білий кінь · h8 білий король · a6 чорний король · f5 чорний ферзь · h5 білий слон · a2 білий кінь | c8 білий кінь · h8 білий король · a6 чорний король · f5 чорний ферзь · h5 білий слон · a2 білий кінь | c8 білий кінь · h8 білий король · a6 чорний король · f5 чорний ферзь · h5 білий слон · a2 білий кінь | 3 |
| 2 | c8 білий кінь · h8 білий король · a6 чорний король · f5 чорний ферзь · h5 білий слон · a2 білий кінь | c8 білий кінь · h8 білий король · a6 чорний король · f5 чорний ферзь · h5 білий слон · a2 білий кінь | c8 білий кінь · h8 білий король · a6 чорний король · f5 чорний ферзь · h5 білий слон · a2 білий кінь | c8 білий кінь · h8 білий король · a6 чорний король · f5 чорний ферзь · h5 білий слон · a2 білий кінь | c8 білий кінь · h8 білий король · a6 чорний король · f5 чорний ферзь · h5 білий слон · a2 білий кінь | c8 білий кінь · h8 білий король · a6 чорний король · f5 чорний ферзь · h5 білий слон · a2 білий кінь | c8 білий кінь · h8 білий король · a6 чорний король · f5 чорний ферзь · h5 білий слон · a2 білий кінь | c8 білий кінь · h8 білий король · a6 чорний король · f5 чорний ферзь · h5 білий слон · a2 білий кінь | 2 |
| 1 | c8 білий кінь · h8 білий король · a6 чорний король · f5 чорний ферзь · h5 білий слон · a2 білий кінь | c8 білий кінь · h8 білий король · a6 чорний король · f5 чорний ферзь · h5 білий слон · a2 білий кінь | c8 білий кінь · h8 білий король · a6 чорний король · f5 чорний ферзь · h5 білий слон · a2 білий кінь | c8 білий кінь · h8 білий король · a6 чорний король · f5 чорний ферзь · h5 білий слон · a2 білий кінь | c8 білий кінь · h8 білий король · a6 чорний король · f5 чорний ферзь · h5 білий слон · a2 білий кінь | c8 білий кінь · h8 білий король · a6 чорний король · f5 чорний ферзь · h5 білий слон · a2 білий кінь | c8 білий кінь · h8 білий король · a6 чорний король · f5 чорний ферзь · h5 білий слон · a2 білий кінь | c8 білий кінь · h8 білий король · a6 чорний король · f5 чорний ферзь · h5 білий слон · a2 білий кінь | 1 |
|   | a | b | c | d | e | f | g | h |   |

1. Sb4+ Ka5 2. Sc6+ Ka4 3. Sb6+ Ka3 4. Sc4+ Ka2
5. Lf3!   D:f3 6. Sb4+ Ka1 7. Sc2+ Ka2 8. Kb4+ і нічия.

## Синтез з іншими темами
|   | a | b | c | d | e | f | g | h |   |
| 8 | a8 білий король · c8 білий кінь · f8 чорний ферзь · b6 білий пішак · h6 білий кінь · a5 чорний король | a8 білий король · c8 білий кінь · f8 чорний ферзь · b6 білий пішак · h6 білий кінь · a5 чорний король | a8 білий король · c8 білий кінь · f8 чорний ферзь · b6 білий пішак · h6 білий кінь · a5 чорний король | a8 білий король · c8 білий кінь · f8 чорний ферзь · b6 білий пішак · h6 білий кінь · a5 чорний король | a8 білий король · c8 білий кінь · f8 чорний ферзь · b6 білий пішак · h6 білий кінь · a5 чорний король | a8 білий король · c8 білий кінь · f8 чорний ферзь · b6 білий пішак · h6 білий кінь · a5 чорний король | a8 білий король · c8 білий кінь · f8 чорний ферзь · b6 білий пішак · h6 білий кінь · a5 чорний король | a8 білий король · c8 білий кінь · f8 чорний ферзь · b6 білий пішак · h6 білий кінь · a5 чорний король | 8 |
| 7 | a8 білий король · c8 білий кінь · f8 чорний ферзь · b6 білий пішак · h6 білий кінь · a5 чорний король | a8 білий король · c8 білий кінь · f8 чорний ферзь · b6 білий пішак · h6 білий кінь · a5 чорний король | a8 білий король · c8 білий кінь · f8 чорний ферзь · b6 білий пішак · h6 білий кінь · a5 чорний король | a8 білий король · c8 білий кінь · f8 чорний ферзь · b6 білий пішак · h6 білий кінь · a5 чорний король | a8 білий король · c8 білий кінь · f8 чорний ферзь · b6 білий пішак · h6 білий кінь · a5 чорний король | a8 білий король · c8 білий кінь · f8 чорний ферзь · b6 білий пішак · h6 білий кінь · a5 чорний король | a8 білий король · c8 білий кінь · f8 чорний ферзь · b6 білий пішак · h6 білий кінь · a5 чорний король | a8 білий король · c8 білий кінь · f8 чорний ферзь · b6 білий пішак · h6 білий кінь · a5 чорний король | 7 |
| 6 | a8 білий король · c8 білий кінь · f8 чорний ферзь · b6 білий пішак · h6 білий кінь · a5 чорний король | a8 білий король · c8 білий кінь · f8 чорний ферзь · b6 білий пішак · h6 білий кінь · a5 чорний король | a8 білий король · c8 білий кінь · f8 чорний ферзь · b6 білий пішак · h6 білий кінь · a5 чорний король | a8 білий король · c8 білий кінь · f8 чорний ферзь · b6 білий пішак · h6 білий кінь · a5 чорний король | a8 білий король · c8 білий кінь · f8 чорний ферзь · b6 білий пішак · h6 білий кінь · a5 чорний король | a8 білий король · c8 білий кінь · f8 чорний ферзь · b6 білий пішак · h6 білий кінь · a5 чорний король | a8 білий король · c8 білий кінь · f8 чорний ферзь · b6 білий пішак · h6 білий кінь · a5 чорний король | a8 білий король · c8 білий кінь · f8 чорний ферзь · b6 білий пішак · h6 білий кінь · a5 чорний король | 6 |
| 5 | a8 білий король · c8 білий кінь · f8 чорний ферзь · b6 білий пішак · h6 білий кінь · a5 чорний король | a8 білий король · c8 білий кінь · f8 чорний ферзь · b6 білий пішак · h6 білий кінь · a5 чорний король | a8 білий король · c8 білий кінь · f8 чорний ферзь · b6 білий пішак · h6 білий кінь · a5 чорний король | a8 білий король · c8 білий кінь · f8 чорний ферзь · b6 білий пішак · h6 білий кінь · a5 чорний король | a8 білий король · c8 білий кінь · f8 чорний ферзь · b6 білий пішак · h6 білий кінь · a5 чорний король | a8 білий король · c8 білий кінь · f8 чорний ферзь · b6 білий пішак · h6 білий кінь · a5 чорний король | a8 білий король · c8 білий кінь · f8 чорний ферзь · b6 білий пішак · h6 білий кінь · a5 чорний король | a8 білий король · c8 білий кінь · f8 чорний ферзь · b6 білий пішак · h6 білий кінь · a5 чорний король | 5 |
| 4 | a8 білий король · c8 білий кінь · f8 чорний ферзь · b6 білий пішак · h6 білий кінь · a5 чорний король | a8 білий король · c8 білий кінь · f8 чорний ферзь · b6 білий пішак · h6 білий кінь · a5 чорний король | a8 білий король · c8 білий кінь · f8 чорний ферзь · b6 білий пішак · h6 білий кінь · a5 чорний король | a8 білий король · c8 білий кінь · f8 чорний ферзь · b6 білий пішак · h6 білий кінь · a5 чорний король | a8 білий король · c8 білий кінь · f8 чорний ферзь · b6 білий пішак · h6 білий кінь · a5 чорний король | a8 білий король · c8 білий кінь · f8 чорний ферзь · b6 білий пішак · h6 білий кінь · a5 чорний король | a8 білий король · c8 білий кінь · f8 чорний ферзь · b6 білий пішак · h6 білий кінь · a5 чорний король | a8 білий король · c8 білий кінь · f8 чорний ферзь · b6 білий пішак · h6 білий кінь · a5 чорний король | 4 |
| 3 | a8 білий король · c8 білий кінь · f8 чорний ферзь · b6 білий пішак · h6 білий кінь · a5 чорний король | a8 білий король · c8 білий кінь · f8 чорний ферзь · b6 білий пішак · h6 білий кінь · a5 чорний король | a8 білий король · c8 білий кінь · f8 чорний ферзь · b6 білий пішак · h6 білий кінь · a5 чорний король | a8 білий король · c8 білий кінь · f8 чорний ферзь · b6 білий пішак · h6 білий кінь · a5 чорний король | a8 білий король · c8 білий кінь · f8 чорний ферзь · b6 білий пішак · h6 білий кінь · a5 чорний король | a8 білий король · c8 білий кінь · f8 чорний ферзь · b6 білий пішак · h6 білий кінь · a5 чорний король | a8 білий король · c8 білий кінь · f8 чорний ферзь · b6 білий пішак · h6 білий кінь · a5 чорний король | a8 білий король · c8 білий кінь · f8 чорний ферзь · b6 білий пішак · h6 білий кінь · a5 чорний король | 3 |
| 2 | a8 білий король · c8 білий кінь · f8 чорний ферзь · b6 білий пішак · h6 білий кінь · a5 чорний король | a8 білий король · c8 білий кінь · f8 чорний ферзь · b6 білий пішак · h6 білий кінь · a5 чорний король | a8 білий король · c8 білий кінь · f8 чорний ферзь · b6 білий пішак · h6 білий кінь · a5 чорний король | a8 білий король · c8 білий кінь · f8 чорний ферзь · b6 білий пішак · h6 білий кінь · a5 чорний король | a8 білий король · c8 білий кінь · f8 чорний ферзь · b6 білий пішак · h6 білий кінь · a5 чорний король | a8 білий король · c8 білий кінь · f8 чорний ферзь · b6 білий пішак · h6 білий кінь · a5 чорний король | a8 білий король · c8 білий кінь · f8 чорний ферзь · b6 білий пішак · h6 білий кінь · a5 чорний король | a8 білий король · c8 білий кінь · f8 чорний ферзь · b6 білий пішак · h6 білий кінь · a5 чорний король | 2 |
| 1 | a8 білий король · c8 білий кінь · f8 чорний ферзь · b6 білий пішак · h6 білий кінь · a5 чорний король | a8 білий король · c8 білий кінь · f8 чорний ферзь · b6 білий пішак · h6 білий кінь · a5 чорний король | a8 білий король · c8 білий кінь · f8 чорний ферзь · b6 білий пішак · h6 білий кінь · a5 чорний король | a8 білий король · c8 білий кінь · f8 чорний ферзь · b6 білий пішак · h6 білий кінь · a5 чорний король | a8 білий король · c8 білий кінь · f8 чорний ферзь · b6 білий пішак · h6 білий кінь · a5 чорний король | a8 білий король · c8 білий кінь · f8 чорний ферзь · b6 білий пішак · h6 білий кінь · a5 чорний король | a8 білий король · c8 білий кінь · f8 чорний ферзь · b6 білий пішак · h6 білий кінь · a5 чорний король | a8 білий король · c8 білий кінь · f8 чорний ферзь · b6 білий пішак · h6 білий кінь · a5 чорний король | 1 |
|   | a | b | c | d | e | f | g | h |   |

1. b7 Ka6! 2. Sf5!! D:f5 3. b8S! Ka5 4. Sc6 Ka4 5. Sb6 і позиційна нічия.
Синтез з темою Фенікс.